# Vencedores de Cojedes Fútbol Club (femenino)
El Vencedores de Cojedes (femenino) es un equipo de futbol femenino profesional venezolano, se encuentra ubicado en San Carlos, Cojedes y actualmente participa en la Superliga femenina de fútbol de Venezuela, liga equivalente a la máxima división del futbol femenino en Venezuela.

## Historia
Vencedores de Cojedes (femenino)

## Uniforme
Vencedores de Cojedes (femenino)
- Uniforme titular: camiseta , pantalón , medias .
- Uniforme alternativo: camiseta , pantalón , .

### Indumentaria y patrocinador
| Periodo         | Proveedor        |
| --------------- | ---------------- |
| 2018 - presente | Sin patrocinador |

| Periodo           | Patrocinador     |
| ----------------- | ---------------- |
| 2018 - actualidad | Sin patrocinador |

## Instalaciones
Vencedores de Cojedes (femenino)

## Actual Directiva 2018
| Cargo             | Nombre             |
| ----------------- | ------------------ |
| Presidente        | Jose Luis Carrasco |
| Gerente General   | Juan Hernández     |
| Director Técnico  | Freddy Restrepo    |
| Asistente Técnico | Noheli Gonzalez    |
| Preparador Físico | Detzon Rodríguez   |
| Utilero           | Jorge Mujica       |
| Fisio Terapeuta   | Armando Perozo     |

## Palmarés
- Liga Nacional de Fútbol Femenino de Venezuela (0):

- Copa Venezuela de Fútbol Femenino (0):